# Ville Räikkönen
Pour les articles homonymes, voir Räikkönen (homonymie).
Ville Räikkönen, né le 14 février 1972 à Tuusula, est un biathlète finlandais.

## Biographie
Il commence sa carrière internationale lors de la saison 1992-1993. En 1994, il obtient son premier top dix dans la Coupe du monde à Bad Gastein (dixième), puis son premier podium en relais à Lahti quelques semaines plus tard. Il réalise quelques résultats dans le top dix les années qui suivent, terminant cinquième à Oslo en 1995 ainsi que dans le top dix aux trois épreuves des Championnats du monde 1997 (deux huitièmes places et 1 septième place).
Aux Jeux olympiques d'hiver de 1998, il obtient la médaille de bronze du sprint, qui est vue comme une grande surprise en Finlande. Il s'agit de son unique podium individuel au niveau international. Il obtient des bons résultats aussi aux Championnats du monde cette année, terminant cinquième de la poursuite et quatrième de la course par équipes.
Il participe aussi aux Jeux olympiques d'hiver de 2002, peu avant de prendre sa retraite sportive.

## Palmarès

### Jeux olympiques d'hiver
| Épreuve / Édition      | Individuel | Sprint                              | Poursuite                        | Départ en ligne                  | Relais |
| ---------------------- | ---------- | ----------------------------------- | -------------------------------- | -------------------------------- | ------ |
| JO 1998 Nagano         | 27e        | Médaille de bronze, Jeux olympiques | Épreuve inexistante à cette date | Épreuve inexistante à cette date | 8e     |
| JO 2002 Salt Lake City | 67e        | -                                   | -                                | Épreuve inexistante à cette date | 12e    |

Légende :
- : épreuve inexistante lors de cette édition.

### Championnats du monde
| Épreuve / Édition                 | individuel                       | Sprint                           | Poursuite                        | Départ en masse                  | Relais                           | Course par équipes               |
| Mondiaux 1993 Borovets            | 25e                              | -                                | Épreuve inexistante à cette date | Épreuve inexistante à cette date | 15e                              | 11e                              |
| Mondiaux 1995 Antholz Anterselva  | 57e                              | 36e                              | Épreuve inexistante à cette date | Épreuve inexistante à cette date | 10e                              | 16e                              |
| Mondiaux 1996 Ruhpolding          | 13e                              | 17e                              | Épreuve inexistante à cette date | Épreuve inexistante à cette date | 6e                               | —                                |
| Mondiaux 1997 Osrblie             | 7e                               | 8e                               | 8e                               | Épreuve inexistante à cette date | 7e                               | 6e                               |
| Mondiaux 1998 Pokljuka Hochfilzen | Épreuve inexistante à cette date | Épreuve inexistante à cette date | 5e                               | Épreuve inexistante à cette date | Épreuve inexistante à cette date | 4e                               |
| Mondiaux 1999 Kontiolahti Oslo    | 26e                              | 36e                              | 20e                              | 16e                              | 6e                               | Épreuve inexistante à cette date |
| Mondiaux 2000 Oslo Lahti          | 64e                              | 48e                              | 26e                              | -                                | 15e                              | Épreuve inexistante à cette date |
| Mondiaux 2001 Pokljuka            | 9e                               | 60e                              | 52e                              | -                                | 5e                               | Épreuve inexistante à cette date |

Légende :

 : épreuve inexistante à cette date

— : pas de participation à cette épreuve

### Coupe du monde
- Meilleur classement général : 22e en 1995 et 1998.
- 1 podium individuel (podium des Jeux olympiques).
- 2 podiums en relais : 2 troisièmes places.

#### Classements annuels
| Année | Classement général final |
| 1995  | 22e                      |
| 1996  | 24e                      |
| 1997  | 28e                      |
| 1998  | 22e                      |
| 1999  | 33e                      |
| 2000  | 44e                      |
| 2001  | 44e                      |
| 2002  | 64e                      |